# Mihailo III Obrenović
Mihailo III Obrenović (serbi: Михаило Обреновић)  (Kragujevac, 4 de setembre de 1823 (Julià) - Topčider, 29 de maig de 1868 (Julià)) (serbi: Михаило Обреновић, 16 de setembre de 1823 - 10 de juny de 1868) va ser príncep de Sèrbia de 1839 a 1842 i de 1860 a 1868. El seu primer regnat va acabar quan va ser destituït en 1842 i el seu segon quan va ser assassinat 1868. Es considera el governant més il·lustrat de la Sèrbia moderna. Va advocar per la idea d'una federació balcànica contra l'Imperi otomà.
Era el fill menor de Miloš Obrenović, a la mort del seu germà gran Milà (8 de juliol de 1839) fou nomenat per Turquia príncep de Sèrbia; però la seva russòfila per una banda i els impostos en què gravà al poble per l'altra, promogueren, ja el 1842, una revolució que l'obligà a refugiar-se a Senilin. Desterrat de la seva pàtria amb la seva família, per l'Assemblea Nacional, primerament va viure a Viena i Berlín, després (1844/50) viatjà i després residí en les seves possessions de Valàquia, fins 1858 en que retornà a la seva pàtria, on succeí al seu pare, com a príncep de Sèrbia (26 de setembre de 1860).
Mercès a la seva influencia es refusà l'antiga Constitució i es reemplaçà per una altra que donà part en la legislació Narodna Skupshtina (Assemblea Nacional). Un grup de serbis educats a França i Alemanya, capitanejats per Ristić, treballava per obtenir una Constitució més liberal, cosa que feu disminuir l'aprecià del poble pel rei, el qual, a més, divorciant-se de la seva estèril esposa, Júlia casà amb Katarina Konstantinović, donant així pretext als partidaris de la Dinastia Karađorđević perquè, temorosos de que tingués descendents de la seva nova esposa, l'assassinessin el 29 de maig de 1868.
Mihailo III, fou un home d'una gran cultura, d'esperit noble i de conducta sens taca; portà a fi la reforma tributaria i militar del país i aconseguí que els turcs desallotgessin les fortaleses de Sèrbia. L'assassinà un individu de la família Radovanovitc que havia sigut secretari del príncep Alexander Karageorgevic. El succeí el que havia estat els seu protegit, el seu cosí, Milà Obrenović, que regnaria com Milà I de Sèrbia.